# Hail Mary-passning

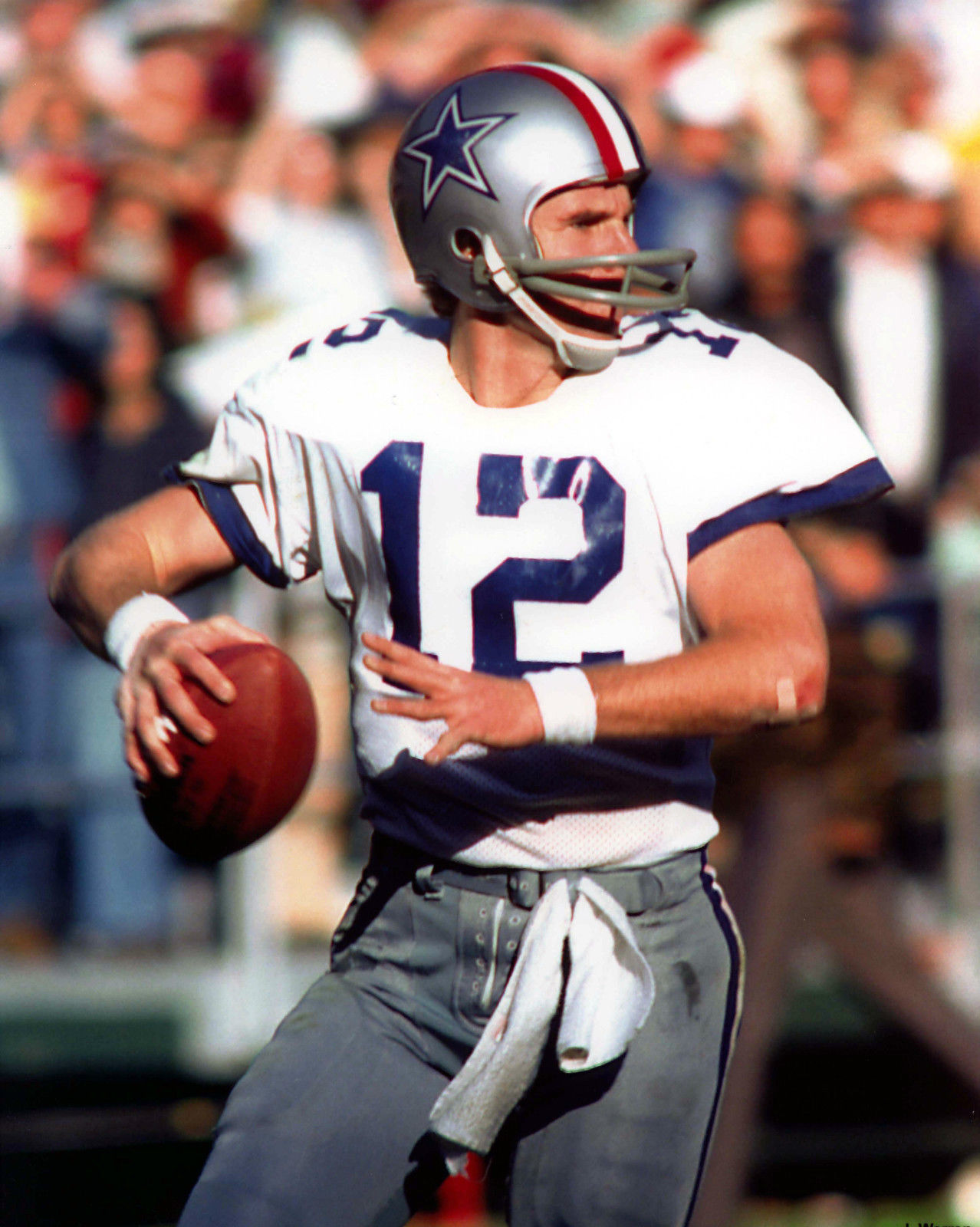
Roger Staubach, etablerade uttrycket för en bredare publik 1975.

Hail Mary-passning, ungefär Ave Maria-passning, är en lång framåtpassning i amerikansk fotboll. I svenskan finns en motsvarighet i "ett långskott", som båda används i överförd bemärkelse om något chansartat.
Hail Mary-passning görs ofta i desperation, med liten chans att ge resultat, men som ändå fångas av en medspelare, typiskt i en touchdown. Namnet alluderar på den katolska bönen Ave Maria, en bön om styrka och hjälp, eftersom ett mirakel till synes krävs för att passningen ska lyckas.
Uttrycket är känt åtminstone sedan 1930-talet från spelarna Elmer Layden och Jim Crowley, som spelade för det katolska universitet Notre Dames football-lag Fighting Irish. Laget hade också en ritual att högt be bönen inför touchdowns på 1920-talet. Det användes i början i stort sett uteslutande av katolska universitetslag, med bredare betydelse för spel som tvingats fram i desperation.
Uttrycket etablerades i vidare kretsar efter en slutspelsmatch i NFL mellan rivalerna Dallas Cowboys och Minnesota Vikings 28 december 1975. Cowboys quarterback Roger Staubach gjorde en matchvinnande passning, som han efteråt kommenterade "I closed my eyes and said a Hail Mary", ungefär "Jag slöt ögonen och bad Ave Maria".
När Bruce Springsteen uppträdde i halvtiden på Super Bowl XLIII bytte han ut baseballtermen "..throw that speed ball by you" till "..throw that Hail Mary" i låten Glory Days.

## Utanför amerikansk fotboll
De rättsliga åtgärderna Donald Trump genomförde för att bevisa valfusk och ogiltigförklara det amerikanska presidentvalet 2020, i synnerhet rättegången Texas v. Pennsylvania, en stämning till högsta domstolen, beskrevs som "Hail Marys".
Inom fotografering används "Hail Mary shot" om bilder som blir riktigt bra trots att de tagits utan att titta i sökaren, till exempel med kameran högt över huvudet.
Inom datorsäkerhet är en "Hail Mary-attack" när hackaren samtidigt testar alla kända säkerhetsluckor mot ett system, med förhoppningen att åtminstone någon av dem inte är täppta.
I samband med ryska invasionen av Ukraina i februari 2022 kallades påven Franciskus försök att stoppa konflikten genom att helga Ryssland och Ukraina till Marias obefläckade hjärta för "Påvens Hail Mary-passning".
I slutet av Nascar Cup Series 2022 Xfinity 500 på Martinsville Speedway kallades föraren Ross Chastains spektakulära körning "Hail Melon", en kombination av passningen och att han sponsras av melonodlare.